# Marquis de Castellane
Pour les articles homonymes, voir Castellane.
Le titre de marquis de Castellane a été créé formellement en 1829 par Charles X au profit de Boniface de Castellane-Novejean (1758-1837), homme politique français issu d'une branche cadette de la maison de Castellane.

## Histoire
Au tournant des XVIIe et XVIIIe siècles, plusieurs membres de la maison de Castellane commencent à utiliser le titre de marquis. Il s'agit de courtoisie, puisque qu'aucune terre appartenant aux Castellane n'est véritablement érigée en marquisat par le roi sous l'Ancien Régime. Les pratiques ne sont pas fixes, mais il n'est pas rare que « Castellane » soit suivi du nom de la branche, pour éviter de confondre leur titulaire. Par exemple, Michel de Castellane-Norante (1751-1799) use du titre de « marquis de Castellane-Norante », comme Boniface de Castellane-Mazaugues (1771-1853), qui use de celui de « marquis de Castellane-Mazaugues ». Pourtant, Esprit de Castellane-Novejean (1730-1799) utilise simplement le titre de « marquis de Castellane », tandis que Joseph-Léonard de Castellane-Esparron (1761-1845) est connu comme le « marquis d'Esparron ».
Boniface de Castellane-Novejean (1758-1837) est d'abord fait baron de l'Empire le 14 février 1810, puis comte le 9 mars 1810. Il est admis à la Chambre des pairs le 17 août 1815. Il est finalement autorisé à constituer un majorat au titre de marquis par ordonnance du 6 juin 1829. Il devient alors le premier marquis de Castellane par lettres patentes du 16 juin 1829.
Le titre se transmet de père en fils jusqu'au 5 février 1946, date à laquelle Boniface de Castellane-Novejean (1897-1946) meurt sans descendance mâle. Le titre passe alors à son frère, Jason de Castellane-Novejean (1902-1956), le troisième fils du célèbre dandy parisien Boni de Castellane-Novejean (1867-1932) et de la riche héritière Anna Gould (1875-1961). Mais Jason de Castellane meurt sans héritier le 25 août 1956, faisant passer le titre à son oncle, Jean de Castellane-Novejean (1868-1965). Ce dernier décède le 13 septembre 1965 lui aussi sans héritier et le titre est transmis à Antoine de Castellane-Novejean (1934-2021), petit-fils de son frère Stanislas de Castellane-Novejean (1875-1959). Antoine de Castellane-Novejean étant l'ultime descendant mâle par les mâles du premier marquis de Castellane, le titre s'éteint avec lui en 2021.

## Liste des titulaires
- 16 juin 1829 - 21 février 1837 : Boniface de Castellane-Novejean (1758-1837).
- 21 février 1837 - 16 septembre 1862 : Boniface de Castellane-Novejean (1788-1862), fils du précédent.
- 16 septembre 1862 - 10 décembre 1917 : Antoine de Castellane-Novejean (1844-1917), petit-fils du précédent.
- 10 décembre 1917 - 20 octobre 1932 : Boniface de Castellane-Novejean (1867-1932), fils du précédent.
- 20 octobre 1932 - 5 février 1946 : Boniface de Castellane-Novejean (1897-1946), fils du précédent.
- 5 février 1946 - 25 août 1956 : Jason de Castellane-Novejean (1902-1956), frère du précédent.
- 25 août 1956 - 13 septembre 1965 : Jean de Castellane-Novejean (1868-1965), oncle du précédent.
- 13 septembre 1965 - 3 février 2021 : Antoine de Castellane-Novejean (1934-2021), petit-neveu du précédent.

## Généalogie des titulaires
- Boniface de Castellane-Novejean (1758-1837) ⚭ Guyonne de Rohan-Chabot (1761-1805)
  - Boniface de Castellane-Novejean (1788-1862) ⚭ Cordélia Greffulhe (1796-1847)
    - Henri de Castellane-Novejean (1814-1847) ⚭ Pauline de Talleyrand-Périgord (1820-1890)
      - Marie de Castellane-Novejean (1840-1915) ⚭ Atoni Radziwill (1833-1904)
      - Antoine de Castellane-Novejean (1844-1917) ⚭ Marie-Madeleine Le Clerc de Juigné (1847-1934)
        - Boniface de Castellane-Novejean (1867-1932) ⚭ Anna Gould (1875-1961)
          - Boniface de Castellane-Novejean (1897-1946) ⚭ Yvonne Patenôtre (1896-1981)
            - Raymonde de Castellane-Novejean (1921-2006) ⚭ Robert Bertin (1901-1961)
            - Pauline de Castellane-Novejean ⚭ (1923-2021) Charles Jehannot de Bartillat (1910-1977)
            - Élisabeth de Castellane-Novejean (1928-1991) ⚭ Jean de Caumont (1920-1986)

          - Georges de Castellane-Novejean (1899-1944) ⚭ Florinda Fernandez (1901-1995)
            - Diane de Castellane-Novejean (1927-2010) ⚭ Philippe de Noailles (1922-2011)

          - Jason de Castellane-Novejean (1902-1956)

        - Jean de Castellane-Novejean (1868-1965) ⚭ Dorothée de Talleyrand-Périgord (1862-1948)
        - Jacques de Castellane-Novejean (1870-1876)
        - Stanislas de Castellane-Novejean (1875-1959) ⚭ Nathalie Terry (1877-1962)
          - Henri de Castellane-Novejean (1903-1937) ⚭ Silvia Rodriguez de Rivas (1909-2001)
            - Cordélia de Castellane-Novejean (1932) ⚭ Javier Semprun (1923-1985)
            - Antoine de Castellane-Novejean (1934-2021) ⚭ Françoise Dufour (1937) ⚭ Francine Latour-Touya (1930)
              - Victoire de Castellane-Novejean (1962) ⚭ Paul-Emmanuel Reiffers (1966) ⚭ Thomas Lenthal (1964)

            - Henri-Jean de Castellane-Novejean (1937-2018) ⚭ Isabelle de Rovasenda (1936) ⚭ Atalanta Politis (1946)
              - Béatrice de Castellane-Novejean (1961) ⚭ Philippe von Schönborn-Wiesentheid (1954)
              - Silvia de Castellane-Novejean (1963) ⚭ Pierre d'Arenberg (1961)
              - Cordélia de Castellane-Novejean (1981) ⚭ Hubert Lanvin (1968) ⚭ Igor Chanu de Limur (1976)

          - François de Castellane-Novejean (1908-1987)

    - Sophie de Castellane-Novejean (1818-1904) ⚭ Erasme-Henri de Contades (1814-1858)
    - Pauline de Castellane-Novejean (1823-1895) ⚭ Maximilien von Hatzfeldt (1813-1859)
    - Pierre de Castellane-Novejean (1824-1883) ⚭ Hedwige Sapia (1833-1870)

### Articles liés
- Maison de Castellane
- Boniface de Castellane-Novejean
- Castellane